# Listă de cratere pe Mathilde
Aceasta este o listă de cratere cu nume de pe 253 Mathilde, un asteroid din centura de asteroizi, cu un diametru de aproximativ 53 de kilometri. Deoarece Mathilde este un corp întunecat, carbonic, toate craterele sale au fost numite după zăcăminte de cărbune celebre din întreaga lume. Începând cu 2017, există 23 de cratere denumite oficial pe acest asteroid. 

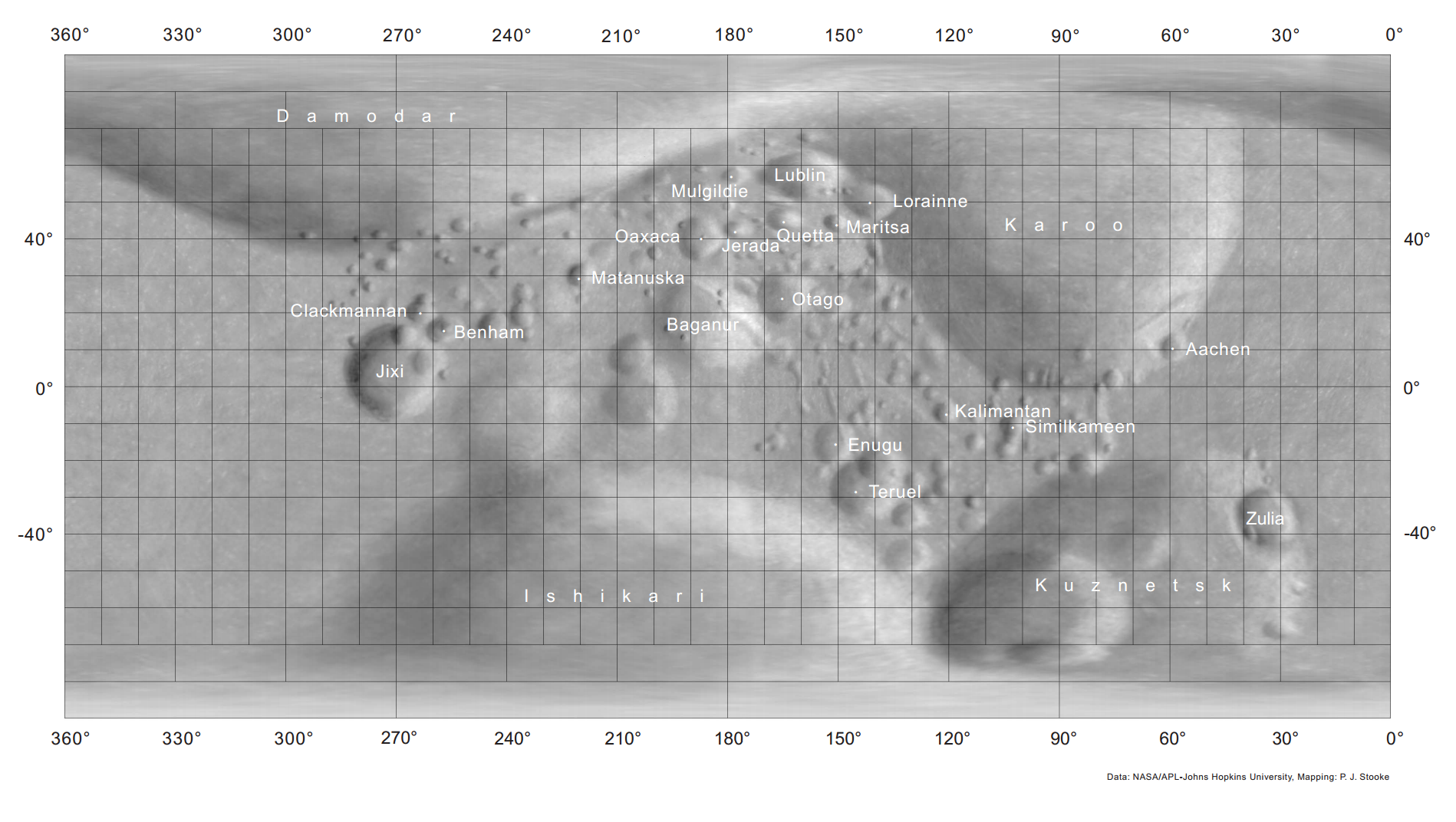
Hartă cu Mathilde și formele sale de relief

## Listă
| Crater      | Coordonate                        | Diametru (km) | Anul aprobării | Eponim                       | Ref   |
| ----------- | --------------------------------- | ------------- | -------------- | ---------------------------- | ----- |
| Aachen      | 9°12′N 60°54′W / 9.2°N 60.9°V     | 4.8           | 2000           | Aachen, Germania             | WGPSN |
| Baganur     | 14°36′N 168°24′E / 14.6°N 168.4°E | 16.4          | 2000           | Baganur, Mongolia            | WGPSN |
| Benham      | 19°00′N 112°48′E / 19°N 112.8°E   | 2.2           | 2000           | Benham⁠(d), Kentucky          | WGPSN |
| Clackmannan | 18°54′N 99°12′E / 18.9°N 99.2°E   | 2.8           | 2000           | Clackmannan⁠(d), Regatul Unit | WGPSN |
| Damodar     | 73°00′N 96°12′E / 73°N 96.2°E     | 28.7          | 2000           | Damodar⁠(d), India            | WGPSN |
| Enugu       | 15°18′S 151°36′W / 15.3°S 151.6°V | 5.9           | 2000           | Enugu, Nigeria               | WGPSN |
| Ishikari    | 66°12′S 173°06′E / 66.2°S 173.1°E | 29.3          | 2000           | Ishikari, Japonia            | WGPSN |
| Jerada      | 42°06′N 177°18′W / 42.1°N 177.3°V | 2.5           | 2000           | Jerada⁠(d), Maroc             | WGPSN |
| Jixi        | 12°18′S 103°30′E / 12.3°S 103.5°E | 19.9          | 2000           | Jixi⁠(d), China               | WGPSN |
| Kalimantan  | 7°42′S 123°42′W / 7.7°S 123.7°V   | 2.7           | 2000           | Kalimantan⁠(d), Indonezia     | WGPSN |
| Karoo       | 33°30′N 98°24′W / 33.5°N 98.4°V   | 33.4          | 2000           | Karoo⁠(d), Africa de Sud      | WGPSN |
| Kuznetsk    | 45°54′S 88°54′W / 45.9°S 88.9°V   | 28.5          | 2000           | Kuznețk, Federația Rusă      | WGPSN |
| Lorraine    | 48°06′N 142°30′W / 48.1°N 142.5°V | 4.1           | 2000           | Lorraine / Lorena, Franța    | WGPSN |
| Lublin      | 55°18′N 156°48′W / 55.3°N 156.8°V | 6.5           | 2000           | Lublin, Polonia              | WGPSN |
| Maritsa     | 44°36′N 151°30′W / 44.6°N 151.5°V | 2.4           | 2000           | Marița, Bulgaria             | WGPSN |
| Matanuska   | 27°18′N 142°42′E / 27.3°N 142.7°E | 2.9           | 2000           | Matanuska⁠(d), Alaska         | WGPSN |
| Mulgildie   | 57°42′N 176°06′W / 57.7°N 176.1°V | 2.5           | 2000           | Mulgildie⁠(d), Australia      | WGPSN |
| Oaxaca      | 38°42′N 173°42′E / 38.7°N 173.7°E | 5.2           | 2000           | Oaxaca, Mexic                | WGPSN |
| Otago       | 23°42′N 164°30′W / 23.7°N 164.5°V | 7.9           | 2000           | Otago, Noua Zeelandă         | WGPSN |
| Quetta      | 45°36′N 165°30′W / 45.6°N 165.5°V | 3.2           | 2000           | Quetta⁠(d), Pakistan          | WGPSN |
| Similkameen | 13°30′S 104°42′W / 13.5°S 104.7°V | 3.4           | 2000           | Similkameen⁠(d), Canada       | WGPSN |
| Teruel      | 28°06′S 142°42′W / 28.1°S 142.7°V | 7.6           | 2000           | Teruel, Spania               | WGPSN |
| Zulia       | 39°30′S 30°54′W / 39.5°S 30.9°V   | 12.3          | 2000           | Zulia, Venezuela             | WGPSN |